# Loricariichthys hauxwelli
Loricariichthys hauxwelli är en fiskart som beskrevs av Fowler, 1915. Loricariichthys hauxwelli ingår i släktet Loricariichthys och familjen Loricariidae. Inga underarter finns listade i Catalogue of Life.